# Harrington (Cumbria)
Pour les articles homonymes, voir Harrington.
Harrigton est une petite ville et un port d'Angleterre (Cumbria), sur la mer d'Irlande, à 2 kilomètres au sud de Workington.
C'est un titre de comté porté par une branche de la famille Stanhope.